# Armilus
Armilus (hebräisch ארמילוס), auch Armilos oder Armilius, ist ein Anti-Messias der mittelalterlichen jüdischen Eschatologie. Er ist vergleichbar mit dem christlichen Antichrist und dem islamischen Daddschal. In der jüdischen Mythologie wird Armilus einst Jerusalem erobern und die Juden bis zu seiner endgültigen Niederlage durch die Hand Gottes oder den Messias verfolgen. Seine endgültige Vernichtung, zusammen mit den Heeren des Amalek, symbolisiert den endgültigen Sieg des Guten über das Böse im messianischen Zeitalter.
Gemäß der Encyclopaedia Judaica ist Armilus ein König, der am Ende der Zeiten als Gegenspieler des Messias erscheinen wird, um dann letztendlich von diesem unterworfen zu werden, nachdem er viel Unheil über Israel gebracht hat, ähnlich Gog. Er wird in den Werken Kol HaTor, Midrash Vayosha und Buch Serubbabel als derjenige beschrieben, der den jüdischen, vom Erzvater Joseph abstammenden vorläufigen Messias besiegt, seinerseits aber von Gott oder von dem von David abstammenden eigentlichen Messias besiegt wird. Er gilt als Kind von Satan und einer Jungfrau oder Satan und einer Statue.
Die Herkunft dieser Figur, Entstehung dieses Mythos und ihre Beziehung zu christlichen Antichristtraditionen sind unklar. Der Name Armilus wird zum einen von Romulus, einem der Gründerväter von Rom hergeleitet, zum anderen von Ahriman, der Verkörperung des Bösen im Zoroastrismus (Arimainyus = Armalgus).